# Sergio Guzmán (tuffatore)
Sergio Guzmán Ruvalcaba (Città del Messico, 26 febbraio 1991) è un tuffatore messicano, specializzato nelle grandi altezze.

## Biografia
Ha rappresentato il Messico a tre edizioni dei campionati mondiali di nuoto classificandosi: quattordicesimo a Kazan' 2015, dodicesimo a Budapest 2017 e undicesimo a Gwangju 2019.

## Palmarès
| Anno | Manifestazione | Sede     | Evento         | Risultato | Prestazione | Note |
| ---- | -------------- | -------- | -------------- | --------- | ----------- | ---- |
| 2015 | Mondiali       | Kazan'   | Grandi altezze | 14º       | 375,70 p.   |      |
| 2017 | Mondiali       | Budapest | Grandi altezze | 12º       | 329,00 p.   |      |
| 2019 | Mondiali       | Gwangju  | Grandi altezze | 11º       | 328,45 p.   |      |